# رضا مریدی دلفان
رضا مریدی (زاده ۱۳۲۷ خوشیدی، نورآباددلفان - درگذشته ۵ مرداد ۱۳۹۲) نوازنده سرنا و موسیقی لری بود. رضا مریدی یکی از چهره‌های سرشناس موسیقی لرستان است.

## زندگی‌نامه

تمبر یادبود رضا مریدی

رضا مریدی در سال ۱۳۲۷ در شهر نورآباد مرکز شهرستان دلفان در شمال استان لرستان متولد شد. پدر وی کربلایی یوسف بگ، یکی از هنرمندان لرستانی در سبک محلی به‌شمار می‌رفت که رضا مریدی هنر سرنا نوازی را از پدر فرا گرفت. او در سنّ ۱۲ سالگی به‌طور کامل هنر سرنا نوازی را یادگرفت. وی در سال‌های متوالی به عنوان کارمند اداره فرهنگ و هنر استان ایلام فعالیت می‌کرد و به عنوان نوازندهٔ کمانچه و سرنا گروه موسیقی اداره فرهنگ و هنر فعالیت می‌کرد.
مریدی در سال ۱۳۸۹ با اجرای خود در کاخ نیاوران تهران لقب سلطان سازهای بادی ایران را به خود اختصاص داد. همچنین در شهرستان‌های سمنان، رشت، ماسوله، تهران، سنندج، ایلام، خرم‌آباد وکوهدشت به اجرای موسیقی لری پرداخت.
در نخستین جشنواره موسیقی استانی لرستان در آبان ماه ۱۳۹۱ که در کوهدشت برگزار شد، رضا مریدی در ساز سرنا به عنوان برگزیده جشنواره مورد تقدیر قرار گرفت.
وی در نشست پیشکسوتان در اردیبهشت سال ۱۳۹۲ از دست معاون وزارت فرهنگ و ارشاد اسلامی لوح سپاس و تقدیر به عنوان پیشکسوت دریافت کرد.
رضا مریدی در چند برنامه تلویزیونی و رادیویی نیز حضور داشته که از آن جمله می‌توان به نقش‌آفرینی در فیلم‌های سینمایی، نامزدی و بی پلامار و سریال خاک و خورشید و اجراهای متعدد درشبکه و رادیو افلاک لرستان و رادیو رشت و اجرا در مستندهای متعدد فرهنگی اشاره کرد.

## آثار
رضا مریدی یکی از نوازندگان مطرح سرنای مقامی لکی بود. این مقامدان تمام مقام‌های آیینی، شادیانه، سوگواری، بزمی‌ها، رزمی‌ها و موسیقی لری را به زیبایی اجرا می‌کرد. از آثار او می‌توان به تصنیف عروس عروس (دستگاه سه گاه)، بداهه نوازی‌های فوق‌العاده در اوشاری و هلپرکه و دوپا، شهناز هه شهناز و کشکله شیرازی (به شعر لکی) اشاره کرد.
وی قبل از انقلاب کارمند فرهنگ و هنر استان ایلام بود و با هنرمندان استان ایلام و کرمانشاه همکاری‌های فراوانی داشت.
از لحاظ کارشناسی موسیقی، سرنای استاد رضا مریدی، اصیل و مقامی محض بود که دارای حجمی بسیار زیاد و سبک منحصربه فردی که شیوه نوازندگی ایشان را ازدیگر نوازندگان سرنا در ایران متمایز می‌کند. و از جمله نوازندگان سرنا در ایران بود که با ساز سرنا ضد ضرب زده و از ملودی‌های ترکیبی بین موسیقی لکی، کرمانشاهی، لری، کلهری و ایلامی استفاده کرده و آنهارا به صورت بسیار تکنیکی اجرا می‌کرد.

## در گذشت
رضا مریدی در ۵ مرداد ۱۳۹۲ در شهرستان دلفان به علت ایست قلبی، درگذشت.